# Nils Smedegaard Andersen
Nils Smedegaard Andersen (født 8. juli 1958 i Aarhus) er en dansk erhvervsleder.
Han er uddannet cand.oecon. fra Aarhus Universitet og erhvervsmand. Efter et par indledende år hos De Danske Sukkerfabrikker og en toårig afbrydelse som direktør 1997-99 for den schweiziske frugtproducent Hero har han arbejdet hos Tuborg og Carlsberg, bl.a. som direktør for spanske og tyske afdelinger. I 2001 blev han administrerende direktør for Carlsberg Breweries A/S.
I 2005 blev han medlem af bestyrelsen i A.P. Møller - Mærsk, og den 1. december 2007 afløste han Jess Søderberg som administrerende direktør. Her var han administrerende direktør frem til 1. juli 2016, hvor han blev afløst af Søren Skou.
Nils Smedegaard Andersen betegnes som en resultatorienteret og omsvøbsfri erhvervsleder, og bliver ofte karakteriseret som ”kontant” og ”handlekraftig”. På verdensplan er han en anerkendt leder og inspirator.

## Baggrund
Nils Smedegaard Andersen blev født i Aarhus som søn af cand.jur Jens Smedegaard Andersen og cand.theol. Lisbeth Inge Smedegaard Andersen. Han blev uddannet cand.oecon. fra Aarhus Universitet i 1982, og var fra 1983 til 1990 ansat i Carlsbergs internationale divison. Derefter havde han direktørstillinger hos forskellige Carlsberg-bryggerier i udlandet.
Han har ligeledes siddet i bestyrelsen for flere virksomheder i Carlsberg-koncernen, været medlem af bestyrelsen for høreapparatvirksomheden William Demant, Oticon og siden 2005 har han også været medlem af bestyrelsen for A.P. Møller - Mærsk. Smedegaard er desuden formand for erhvervsorganisationen EU-Russia Industrialists' Roundtable (IRT).
Privat er han gift med Kirsten Andersen, som er datter af Tage Andersen – forhenværende bankdirektør i Danske Bank. Parret er bosiddende i Vedbæk i Rudersdal Kommune og sammen har de tre voksne børn.

### Sygdom
I december 2011 fik han konstateret en hjertesygdom under en skiferie med sin søn i Verbier i Schweiz. Han fik akut indopereret en hjerteklapprotese og var efterfølgende sygemeldt. I marts 2012 skulle han dog opereres igen, hvilket forlængede sygeorloven med yderligere næsten to måneder. Han vendte tilbage til sin stilling den 7. maj 2012. I hans fravær blev rollen som administrerende direktør varetaget af bestyrelsesformand Michael Pram Rasmussen.

## Blå bog
- Controller på De Danske Sukkerfabrikker 1982-83.
- Marketingmanager i international afdeling på Tuborg – samt en andre række funktioner senere, 1983-1988.
- Underdirektør på Carlsberg, 1988-90.
- Administrerende direktør Union Cervecera, Spanien, 1990-92.
- Administrerende direktør Hannen Brauerei, Tyskland, 1992-97.
- Koncerndirektør i Hero Group, Schweiz, 1997-99.
- Koncerndirektør i Carlsberg, 1999-01.
- Koncernchef og administrerende direktør for Carlsberg Breweries, 2001-2007.
- Administrerende direktør for A.P. Møller - Mærsk, 2007–2016.

## Hædersbevisninger
- 2007:Årets leder[9]
- 2010: Ridderkorset af Dannebrogordenen
- 2015: Ridder af 1. grad af Dannebrogordenen